# Nancy Chodorow
Nancy Julia Chodorow (n. 21 ianuarie 1944, New York City, New York, SUA) este o sociologă feministă și psihanalistă.

## Contribuții teoretice la sociologia feministă
În cartea ei "The Reproduction of Mothering: Psychoanalysis and the Sociology of Gender" (1978) Nancy Julia Chodorow respinge determinismul freudian punând accentul pe socializarea timpurie a fetelor și băieților în relație cu mamele lor. Teoria propusă de Chodorow pune accent pe relațiile cu particularul, cu cei intimi apropiați, analizând plăcerile și ambivalențele generate de aceste relații. Autoarea consideră că băieții și fetele nu trec prin aceleași procese Oedip, fetele construindu-și identitatea prin identificare cu mamele (feminitate împărtășită) iar băieții printr-un proces de diferențiere față de ele (separarea de mame induce o masculinitate defensivă caracterizată prin respingerea conexiunii, a tot ce e feminin). Datorită preocupărilor femeilor pentru maternitate, puterea publică s-a concentrat în mâinile bărbaților contribuind la o diviziune socială gen-izată între dragoste și muncă, emoție și rațiune (ambivalența maternității). Chodorow este criticată pentru generalizarea concluziilor dincolo de profilul eșantionului studiat.